# Velletri
Velletri – miasto i gmina we Włoszech, w regionie Lacjum, w prowincji Rzym. Według danych na rok 2004 gminę zamieszkiwało 49 299 osób (436,3 os./km²).
W miejscowości znajduje się stacja kolejowa Velletri.
W diecezji Velletri, do chwili wyboru na papieża, biskupem tytularnym był Joseph Ratzinger; poświęcił on m.in. pomnik Jana Pawła II, który 23 września 2007 został odsłonięty w stolicy diecezji.

## Współpraca
Miejscowości partnerskie:
- Esch-sur-Alzette, Luksemburg
- Mödling, Austria
- Offenbach am Main, Niemcy
- Puteaux, Francja
- Saint-Gilles, Belgia
- Tilburg, Holandia
- Tower Hamlets, Wielka Brytania
- Zemun, Serbia